# Tozzia
Tozzia es un género con tres especies de plantas con flores perteneciente a la familia Orobanchaceae.  Comprende 306 especies descritas y de estas, solo 29 aceptadas.

## Taxonomía
El género fue descrito por Carlos Linneo y publicado en Species Plantarum  2: 607. 1753.    La especie tipo es: Tozzia alpina

## Especies
- Tozzia alpina
- Tozzia carpathica
- Tozzia mexicana